# چکاوک نوک‌دراز بنگوئلا
چکاوک نوک‌دراز بنگوئلا (نام علمی: Certhilauda benguelensis) نام یک گونه از سرده چکاوک‌های نوک‌دراز است.